# くびき野バス
くびき野バス株式会社（くびきのバス）は、新潟県上越市に本社を置く、頸城自動車系列のバス事業者である。
観光貸切バス事業を行っているほか、頸城自動車本体から廃止された路線の一部において廃止代替バス（貸切免許）も運営している。

## 拠点
- 本社営業所
  - 新潟県上越市栄町6-5

## 沿革
- 1985年9月21日 - 頸城小型バスとして設立。
- 1987年10月 - 頸城自動車松代出張所から移管を受け、松代営業所が発足[1]（1997年ごろ東頸バスへ移管）
- 1999年10月 - くびき野バスに商号変更。

## 車両
- いすゞ自動車と日野自動車を導入している。

## 運行路線
2021年9月現在。

### 廃止代替バス路線
22　高田・くびき駅線（増田線）
- 高田駅前案内所 - 大手町十字路 - 北城町 - 稲田二丁目 - 横曽根 - くるみ家族園前 - 上名柄 - 青野十文字 - くびき駅前
  - 土曜・日曜・祝日及び8/15・8/16、12/31〜1/3は全便運休。

41　宮口線（中央病院・牧区方面）
- 高田駅前案内所 - 本町三丁目 - 大手町十字路 - 上越地域振興局庁舎入口 - 中央病院 - （上越モール前） - 茨沢 - 高津 - 宮口下 - 牧小学校前 - 牧地区公民館前
  - 牧地区公民館前発着は平日の一部便のみ。
  - 2021年4月1日 - 牧地区公民館前～上牧・宇津の俣間を廃止。廃止区間は上越市営バス宇津俣線にて代替。

42　正善寺線
- 西城病院前 - 大手町十字路 - 本町六丁目 - 寺町三丁目 - 滝寺 - 下正善寺 - 上正善寺
  - 土曜・日曜・祝日及び8/15・8/16、12/31〜1/3は全便運休。

43　真砂線（三和区方面）
- 高田駅前案内所 - 大手町十字路 - 北城町 - 稲田二丁目 - 戸野目入口 - 下野田 - 真砂寺前 - 錦 - 三和体育館
  - 土曜・日曜・祝日及び8/15・8/16、12/31〜1/3は全便運休。
  - 2020年10月1日 - 錦～北坪山上間を廃止。三和体育館停留所を新設。廃止区間は三和地区有償運送「みんなの足」にて代替[2]。

44　浦川原線（浦川原区・三和区方面）
- 高田駅前案内所 - 大手町十字路 - 北城町 - 稲田二丁目 - 番町 - 野村十文字 - 三和区総合事務所前 - 錦 - 青野十文字 - うらがわら駅前 - 浦川原バスターミナル

46　島田線（板倉区方面）
- 高田駅前案内所 - 大手町十字路 - （医療センター病院） - 南本町一丁目 - 下箱井 - 島田 - 稲増 - 板倉コミュニティプラザ - 針 - さくら園前 - 曽根田
  - 医療センター病院は、平日ダイヤの一部の便のみ経由
  - 板倉コミュニティプラザ - 曽根田間は、一部の便を除いてデマンド（予約制）便区間となる。

47　清里線（清里区方面）
- 高田駅前案内所 - 本町三丁目 - 南本町二丁目 - 東城町一丁目 - （中央病院 - 上越モール前） - 長者原 - 松野木西 - 馬屋西 - 清里診療所前 - 清里区総合事務所前 - 梨平 - 青柳
- 高田駅前案内所 - 本町三丁目 - 南本町二丁目 - 東城町一丁目 - （中央病院 - 上越モール前） - 長者原 - 辰尾 - 下稲塚 - 清里区総合事務所前 - 梨平 - 青柳（ - 赤池）
  - 2021年4月1日 - 清里区総合事務所前～青柳・赤池間の廃止。廃止区間は上越市営バス清里線にて代替。

48　斐太線
- 高田駅前案内所 - 医療センター病院 - 青木 - 斐太農協前 - 新井バスターミナル
  - 土曜・日曜・祝日及び8/15・8/16、12/31〜1/3は全便運休。

49　青田線
- 高田駅前案内所 - 医療センター病院 - 商業高校前 - 青田
  - 土曜・日曜・祝日及び8/15・8/16、12/31〜1/3は全便運休。

## 廃止路線
水科・岡田線（三和区方面）
- 高田駅前案内所 - 大手町十字路 - 稲田二丁目 - 番町 - 水科 - 水吉
- 高田駅前案内所 - 大手町十字路 - 稲田二丁目 - 番町 - 野村十文字 - 岡田
  - 番町 - 水吉間と番町 - 岡田間は、一部の便を除いてデマンド（予約制）便区間となる。
  - 土曜・日曜・祝日及び8/15・8/16、12/31〜1/3は全便運休。
  - 2020年9月30日 - 路線廃止。